# クリスチャン・ヤンク
クリスチャン・ヤンク（Christian Jank, 1833年7月15日 - 1888年11月25日）は、ドイツ（バイエルン王国）の建築家・画家。バイエルン国王ルートヴィヒ2世の城であるノイシュヴァンシュタイン城をデザインした建築家として著名であるが、もともとは舞台装置や美術を手がける画家であった。

## 略歴
1833年にバイエルン王国の首都ミュンヘンに生まれる。ヤンクは、当初ミュンヘンの舞台画家として働いていた。その中には、リヒャルト・ワーグナーのオペラ『ローエングリン』の背景画も含まれている。
このヤンクの仕事は、当時のバイエルン国王ルートヴィヒ2世の興味を強く惹いた。そしてルートヴィヒ2世は、ワーグナーの作品にインスパイアされた建築プロジェクトの実施を指示した。ヤンクの史的なスケッチは、ノイシュヴァンシュタイン城の基本となった。この城は、1869年に建設が開始され、当初はエドゥアルト・リーデルが、後にゲオルク・フォン・ドルマンが担当した。また、ヤンクはリンダーホーフ城の内装にも携わっている。そして、ファルケンシュタイン城のデザインも手掛けたが、建設開始後のルートヴィヒ2世の廃位と死によって建設プロジェクト自体が消滅し、建設されることはなかった。
1888年11月25日にミュンヘンで死去。55歳没。

## ギャラリー

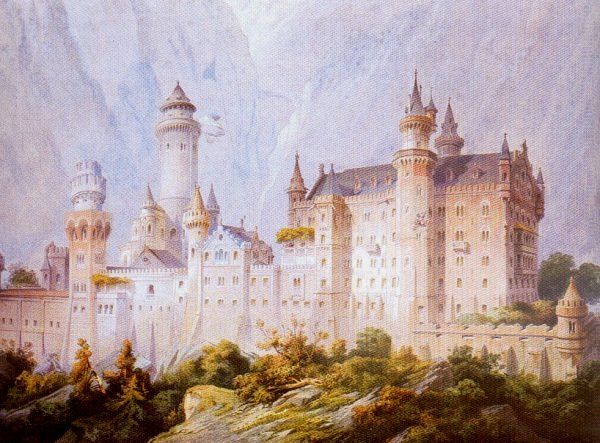
ヤンクの描いたノイシュヴァンシュタイン城のコンセプト
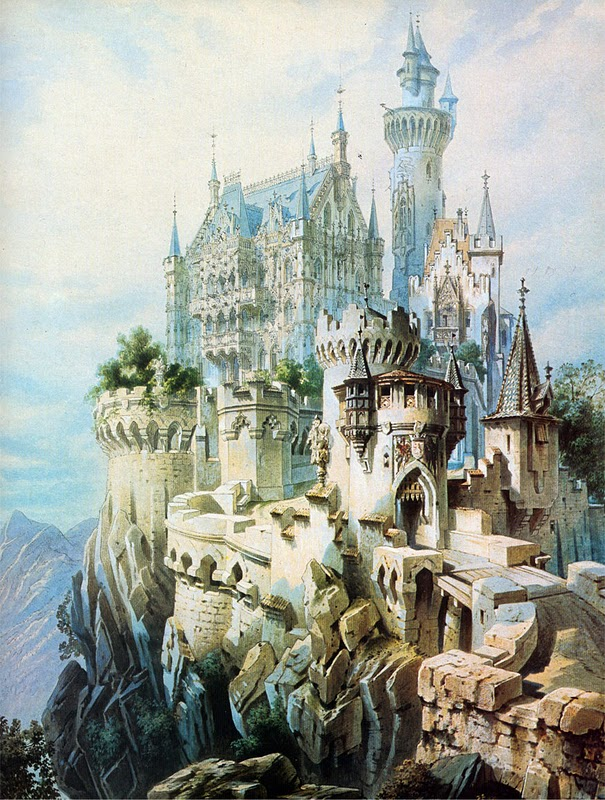
ヤンクの描いたファルケンシュタイン城のコンセプト